# Spiros Marangos
Spyrídon "Spíros" Marangós (en grec moderne : Σπυρίδων "Σπύρος" Mαραγκός), né le 20 février 1967, est un footballeur international grec.

## Début au Panionios
Marangos commence sa carrière professionnelle à l'âge de 19 ans au Panionios Athènes lors de la saison 1986/1987 où il joue 9 matchs et termine 4e du championnat avec son club. La saison suivante voit l'éclosion de Spiros qui jouera 22 matchs et 24 matchs en 88-89 avant de partir pour le Panathinaikos à la moitié de la saison 1989-1990.

## Panathinaikos
Révélé, Marangos tente l'aventure avec le Pana. Il porte pour la première fois la couleurs verte de l'équipe d'Athènes lors de la saison 1989-1990 qui verra un titre de champion pour Marangos avec 20 matchs pour un but. La saison 90-91 voit un deuxième titre de champion pour le milieu de terrain grec qui fait partie de l'équipe type du club avec 30 matchs. Il remportera cette même année sa première Coupe de Grèce.
Il marque 4 buts en 31 matchs joué en 91-92 mais ne remporte pas de titre; la saison 92-93 le voit remporté une deuxième coupe nationale et améliorer ces performances avec 33 matchs pour un but. Il remportera deux autres coupe de Grèce et jouera la Coupe du monde de football 1994 où il jouera la moitié du match contre l'Argentine et la totalité du match contre la Bulgarie.
Il remporte deux autres championnats et s'assure parmi un des meilleurs milieu de terrain grec de son époque.

## PAOK Salonique
Spiros va au PAOK avec lequel il confirme sa réputation. En 1996-1997, il joue 20 matchs et totalise 4 buts et portera le club jusqu'à la 4e place. La saison suivante, il joue 31 matchs et marque 5 buts pour une nouvelle 4e place.

## Détour à Chypre
Marangos tente sa chance en Chypre lors de la saison 1998-1999, il joue 31 matchs et marque 5 buts mais ne remportera rien. Il revient en Grèce pour jouer une saison au PAOK et marquera 5 buts en 25 matchs. Marangos retourne à l'Omonia et remporte le titre de champion de Chypre avec son équipe en jouant 23 matchs pour 3 buts. Sa dernière saison se conclut par une 4e place au classement.

## Palmarès
Panathinaïkos
- Champion de Grèce en 1990, 1991, 1995 et 1996.
- Vainqueur de la Coupe de Grèce en 1991, 1993, 1994 et 1995.

 APOEL Nicosie
- Champion de Chypre en 2002.